# Вађење зуба
Вађење зуба је хируршка интервенција којом се зуб одваја од алвеоле (зубне чашице) и уклања из ње, након чега следи збрињавање настале ране. Током једне посете стоматологу или оралном хирургу могуће је извадити и више зуба, а максималан број зависи од многобројних фактора.

## Индикације и контраиндикације
У индиковане случајеве за вађење зуба спадају:
- зуби са мртвом пулпом који се не могу излечити,
- пародонтопатични зуби у терминалној фази болести,
- зуби који ометају израду одговарајуће протетске надокнаде,
- зуби који ометају извођење ортодонтског третмана или ће њихово вађење створити услове за ортодонтски третман,
- импактирани (неизрасли), полуимпактирани и искошени зуби - поготово ако су такви зуби узрок запаљења, раница или ометају развој суседних зуба.

Апсолутне контраиндикације за вађење зуба не постоје. Једина контраиндикација за овакве интервенције јесте акутна леукемија. У другим случајевима потребно је одложити интервенцију. Тада се вађење одлаже за неколико сати или дана.

## Поступак вађења
Поступак вађења се одвија кроз четири главне фазе, којима претходи одабир одговарајућих инструмената (клешта, полуге и сл.).
Прва фаза се састоји од кидања периодонталних влакана која повезују врат зуба са деснима. Ово су колагена влакна која чине саставни део потпорног апарата зуба и шире се у свим правцима. Њихово кидање се врши помоћу одговарајуће полуге што омогућава апликацију клешта на врат зуба или предео рачвања коренова и штити десни од нагњечења и евентуалних повреда.
Друга фаза обухвата апликацију, ретенцију и фиксацију клешта на врат зуба. Пре тога се врши одабир клешта, чији радни кракови треба правилно да належу на врат зуба.
Трећа фаза представља померање (дислокацију) зуба унутар алвеоле. Ово има за циљ кидање периодонталних влакана између зуба и виличне кости и проширење алвеоле. Тиме је омогућено вађење без примене енормно јаке силе, која би иначе била потребна за кидање свих влакана одједном. Две основне врсте покрета су: ротација и луксација, а у зависности од морфологије и броја коренова изводи се и њихова комбинација. Ова фаза може и да изостане код појединих зуба, као што су нпр. доњи умњаци (трећи молари). Они често имају дистално савијен корен, тако да се ваде помоћу праве полуге (која се користи за зубе у горњој вилици).
Четврта фаза се састоји од удаљавања зуба из алвеоле. Ово се најчешће врши према споља (вестибуларно) како се не би оштетили зуби супротне вилице.

## Обрада ране
Обрада ране се састоји од уклањања гранулационог ткива, заломљене преграде или зида алвеоле, исецања нагњечених и ушивања поцепаних десни итд. Помоћу кирете се може изазвати крварење, како би се у чашици створио угрушак и како би зарастање ране прошло без компликација.

## Зарастање ране
Зарастање рана насталих након екстракције зуба се одвија истим механизмима као и зарастање рана на другим деловима тела. Оно што је карактеристично за ове ране су специфични локални услови (присуство пљувачке, микроорганизми усне дупље, немогућност имобилизације ране и др).
Само зарастање представља компликован биохемијски процес, који се састоји из неколико фаза. Прва реакција организма после вађења јесте крварење и формирање коагулума (угрушка). Он има облик купе са врхом окренутим према дубини кости. Првог дана угрушак је тамноцрвене боје и еластичан је. Након три дана, горња површина угрушка постаје беличаста због испирања црвених крвних зрнаца под дејством пљувачке. У том периоду почињу да се стварају нови крвни судови, док се слузокожа јавља после 2. недеље. Кост се почиње стварати око 6. недеље, а завршава након 4-6 месеци.

## Компликације
Компликације се јављају релативно ретко у односу на укупан број извађених зуба, али могу имати различите последице. У најчешће компликације се убрајају:
- прелом круне или корена зуба,
- повреда меких ткива усне дупље,
- повреда суседних или антагонистичких зуба,
- повреда алвеоларног наставка виличне кости (зида алвеоле),
- прелом виличног наставка горње вилице,
- прелом доње вилице,
- ишчашење виличног зглоба,
- потискивање корена зуба у околне структуре,
- повреда крвних судова и живаца у доњовиличном каналу,
- повреда дна горњовиличног (максиларног) синуса,
- интензивно крварење након вађења,
- ломљење инструмената,
- гутање или удисање делова зуба,
- отежано отварање уста,
- несвестица,
- алергијске реакције итд.[4][3]

## Инструменти
Основни инструменти за вађење зуба су клешта и полуге, мада се понекад за вађење коренова користе и инструменти са другом основном наменом (сонде, инструменти за уклањање каменца и сл).

### Клешта
Клешта се састоје од ручки, спојне осовине и радног дела. Према намени и конструкцији она се деле на: клешта за екстракцију горњих зуба и клешта за екстракцију доњих зуба.
Код клешта за горње секутиће и очњак радни краци се међусобно не додирују, а налазе се у истој линији са ручкама. За разлику од њих, радни краци клешта за преткутњаке су благо савијени према зубу за која су намењена, а врхови им се такође не додирују. За горње кутњаке постоје посебна клешта за леву и десну страну. Она се одликују масивношћу и јаче појеним радним делом. За умњак у горњој вилици постоје посебна клешта са полуоблим радним крацима. Инструмент за вађење коренова у горњој вилици се назива бајонет клешта.
Клешта намењена вађењу зуба у доњој вилици имају радни део који је постављен под правим углом у односу на ручке. Разликују се клешта за вађење једнокорених зуба (секутићи, очњак и преткутњаци), клешта за вађење коренова у доњој вилици, клешта за кутњаке и тризмус и форцепс клешта намењена за вађење доњих умњака.

### Полуге
Полуге или елеватори служе за кидање периодонталних влакана између десни и врата зуба, за вађење заломљених коренова и понекад за вађење читавих зуба (у случају импактираних, полуимпактираних или малпозиционираних зуба). Састоје се од ручке, врата и радног дела. Слично клештима, подељене су на полуге за рад у горњој и полуге за рад у доњој вилици.
Радни део полуга за рад у горњој вилици се налази у продужетку врата и ручке, док је код полуга за рад у доњој вилици он савијен под правим углом у односу на врат и ручку полуге.